# Sennecey-lès-Dijon
Sennecey-lès-Dijon är en kommun i departementet Côte-d'Or i regionen Bourgogne-Franche-Comté i östra Frankrike. Kommunen ligger i kantonen Dijon 2e Canton som tillhör arrondissementet Dijon. År 2022 hade Sennecey-lès-Dijon 2 125 invånare.

## Befolkningsutveckling
Antalet invånare i kommunen Sennecey-lès-Dijon
Referens:INSEE